# Super Bass
„Super Bass” је песма тринидадске реперке Ники Минаж с делукс издања њеног деби студијског албума, Pink Friday (2010). Послата је америчким ритмичким радио-станицама као пети сингл с албума 5. априла 2011. године. Песму је написала Минажева, заједно са Естер Дин, Роуном Хилтоном и Кејном Битзом, који је такође продуцирао песму заједно са JMIKE-ом. Према Минажевој, текст песме детаљно описује причу о разиграној љубави између мушкарца и жене. Песма припада баблгам поп и поп реп жанровима, с утицајем електронске музике, док Минажева репује хип хоп ритмом. Пропратни музички спот за сингл снимио је у марту 2011. редитељ Сана Хамри и приказује Минажеву како се заиграно руга групи мушкараца, док користи вишеструке реквизите обојене бојом ружичасте жваке.
„Super Bass” је по објављивању добио позитивне критике музичких критичара. Касније се појавио на Billboard-овој листи „100 песама које су дефинисале деценију” и Rolling Stone-овој листи „500 најбољих песама свих времена” 2021. на 426. месту. Песма је доспела на треће место на америчкој листи  100 и на Новом Зеланду, као и на шесто место у Аустралији и Канади. Такође је достигао осмо место на листи UK Singles Chart. У САД је продао преко пет милиона дигиталних преузимања до децембра 2014. године. У новембру 2021. године „Super Bass” је добио дијамантски сертификат Америчкох удружења дискографских кућа (АУДК), за продају 10 милиона еквивалентних јединица у САД.

## Пласман на топ-листама
| Топ-листа (2011—2012)                    | Врхунац |
| ---------------------------------------- | ------- |
| Australia (ARIA)                         | 6       |
| Australia Urban (ARIA)                   | 2       |
| Austria (Ö3 Austria Top 40)              | 42      |
| Belgium (Ultratip Flanders)              | 3       |
| Canada (Canadian Hot 100)                | 6       |
| Ireland (IRMA)                           | 17      |
| Japan (Japan Hot 100)                    | 89      |
| Lebanon (The Official Lebanese Top 20)   | 16      |
| Netherlands (Single Top 100)             | 82      |
| New Zealand (Recorded Music NZ)          | 3       |
| Scotland (OCC)                           | 8       |
| South Korea International Singles (Gaon) | 40      |
| Sweden (Sverigetopplistan)               | 43      |
| Switzerland (Schweizer Hitparade)        | 58      |
| UK R&B (OCC)                             | 3       |
| UK Singles (OCC)                         | 8       |
| US Billboard Hot 100                     | 3       |
| US Adult Top 40 (Billboard)              | 33      |
| US Dance Club Songs (Billboard)          | 23      |
| US Hot R&B/Hip-Hop Songs (Billboard)     | 6       |
| US Hot Rap Songs (Billboard)             | 2       |
| US Mainstream Top 40 (Billboard)         | 3       |
| US Rhythmic (Billboard)                  | 1       |

| Топ-листа (2011)                     | Позиција |
| ------------------------------------ | -------- |
| Australia (ARIA)                     | 17       |
| Canada (Canadian Hot 100)            | 29       |
| New Zealand (RIANZ)                  | 17       |
| UK Singles (OCC)                     | 29       |
| US Billboard Hot 100                 | 8        |
| US Hot R&B/Hip-Hop Songs (Billboard) | 42       |
| US Mainstream Top 40 (Billboard)     | 9        |
| US Rhythmic (Billboard)              | 5        |

| Chart (2012)     | Position |
| ---------------- | -------- |
| UK Singles (OCC) | 189      |

| Топ-листа (2010—2019) | Позиција |
| --------------------- | -------- |
| US Billboard Hot 100  | 94       |